# Mihail Sebastian Enache
Mihail Sebastian Enache (13 april 1998) is een Roemeens skeletonracer.

## Carrière
Enache maakte zijn wereldbekerdebuut in het seizoen 2018/19 waar hij als 40e eindigde. Het volgende seizoen werd hij 28e nadat hij in meer wereldbekerwedstrijden deelnam. In het seizoen 2020/21 draaide hij bijna heel het seizoen mee en werd 22e.
Hij nam in 2020 deel aan het wereldkampioenschap waar hij 28e werd individueel.
Hij nam in 2016 deel aan de Olympische Jeugdspelen waar hij 14e werd.

## Resultaten

### Wereldkampioenschappen
| Jaar | Plaats    | Resultaat       |
| ---- | --------- | --------------- |
| 2020 | Altenberg | 28e Individueel |

### Wereldbeker
Eindklasseringen
| Seizoen   | Rang |
| --------- | ---- |
| 2018/2019 | 40e  |
| 2019/2020 | 28e  |
| 2020/2021 | 22e  |
| 2021/2022 | 27e  |